# Odonaspis pacifica
Odonaspis pacifica är en insektsart som beskrevs av Ben-dov 1988. Odonaspis pacifica ingår i släktet Odonaspis och familjen pansarsköldlöss.
Artens utbredningsområde är Guam. Inga underarter finns listade i Catalogue of Life.